# Charles Hewett
Charles Noyes Charlie Hewett (* 29. Juli 1929 in Medfield (Massachusetts); † 26. Juli 2024 in Westborough, Massachusetts) war ein US-amerikanischer Radrennfahrer.

## Sportliche Laufbahn
Hewett war Bahnradsportler und Teilnehmer der Olympischen Sommerspiele 1960 in Rom. Dort schied der Bahnvierer der USA mit Richard Cortright, Charles Hewett, Robert Pfarr und James Rossi im Vorlauf in der Mannschaftsverfolgung aus. Mit dem Radsport hatte er 1935 begonnen.
Bei den Panamerikanischen Spielen 1959 in Chicago gewann er mit Richard Cortright, James Rossi und Robert Pfarr die Goldmedaille in der Mannschaftsverfolgung.